# José Luis Abilleira
José Luis Abilleira Balboa es un ex ciclista profesional español. Nació en Madrid el 27 de octubre de 1947. Fue profesional entre 1969 y 1976 ininterrumpidamente.
Era un destacado escalador, como demostró ganando el premio de la montaña en la Vuelta a España, Vuelta a Portugal, Vuelta a Asturias y Vuelta a los Valles Mineros, Vuelta a Levante, Vuelta al País Vasco, Vuelta a Mallorca, Vuelta a Menorca, Volta a Cataluña, Semana Catalana de Ciclismo etc.

## Palmarés
1969
- Clásica de los Puertos
- Campeonato de España de Contrarreloj por equipos

1972
- 1 etapa de la Vuelta a Menorca

1973
- Clasificación de la montaña de la Vuelta a España
- Clasificación de la montaña de la Vuelta a Portugal
- 1 etapa de la Vuelta a Asturias
- 2.º en el Campeonato de España en Ruta

1974
- Clasificación de la montaña de la Vuelta a España  y la clasificación de la combinada

1975
- 3.º en el Campeonato de España de Montaña

## Resultados en Grandes Vueltas
| Carrera         | 1969 | 1970 | 1971 | 1972 | 1973 | 1974 | 1975 | 1976 |
| --------------- | ---- | ---- | ---- | ---- | ---- | ---- | ---- | ---- |
| Giro de Italia  | -    | -    | -    | -    | -    | -    | -    | -    |
| Tour de Francia | -    | -    | -    | -    | Ab.  | 60.º | -    | -    |
| Vuelta a España | -    | -    | 25º  | 22º  | 15º  | 13º  | 22º  | Ab.  |